# Synode von Mistelbach
Die Synode von Mistelbach war eine in Mistelbach bei Wels in Oberösterreich um 985 abgehaltene Synode.
Die erste Kirche von Mistelbach befand sich am „Mistlberg“ und war dem Hl. Johannes dem Täufer geweiht. Diese Kirche war wesentlich bedeutender als die heutige Filialkirche hl. Margareta, denn sie war die Mutterpfarre des Traungaues.
Um das Jahr 985 hielt Bischof Pilgrim von Passau in Mistelbach eine Synode ab, bei der kirchlichen Verhältnisse geregelt wurden und die Pfarrgrenzen neu festgelegt wurden. Dabei wird unter anderem die Taufkirche in Naarn erwähnt.
Der Bischofsstab im Gemeindewappen von Buchkirchen erinnert an diese Synode.